# Campionato armeno di calcio a 5 2009-2010
Il campionato armeno di calcio a 5 2009-2010 è stata la dodicesima edizione del campionato nazionale, organizzato dalla Federazione calcistica dell'Armenia. Il campionato si è svolto dal 14 novembre 2009 al 23 maggio 2010 e ha visto l'affermazione del Kaghsi di Hrazdan. 

## Classifica finale
| P | Squadra        | Pt | Pd | V  | N | P  | GF  | GS  | Dif | Qualificazione                      |
| - | -------------- | -- | -- | -- | - | -- | --- | --- | --- | ----------------------------------- |
| 1 | Kaghsi         | 43 | 16 | 14 | 1 | 1  | 152 | 58  | +94 | Qualificato alla Coppa UEFA 2010-11 |
| 2 | Erebuni        | 35 | 16 | 11 | 2 | 3  | 128 | 61  | +67 |                                     |
| 3 | Gyumri         | 16 | 16 | 5  | 1 | 10 | 89  | 162 | -73 |                                     |
| 4 | Europe Yerevan | 15 | 16 | 4  | 3 | 9  | 61  | 80  | -19 |                                     |
| 5 | Hrazdan        | 7  | 16 | 2  | 1 | 13 | 59  | 128 | -69 |                                     |